# Амарант світлодзьобий
Амара́нт світлодзьобий (Lagonosticta landanae) — вид горобцеподібних птахів родини астрильдових (Estrildidae). Мешкає в Центральній Африці. Раніше вважався підвидом червоного амаранта, однак був визнаний окремим видом.

## Опис
Довжина птаха становить 12 см, вага 9-11,5 г. У самців потилиця, спина і крила оливково-коричневі, хвіст чорний, надхвістя і краї хвоста темно-карміново-червоні. Решта голови і нижня частина тіла темно-червоні, верхня частина грудей і боки легко поцятковані невеликими білими плямками, гузка чорнувата. Очі чорнувато-карі, навколо очей блідо-рожеві або зеленувато-сірі кільця. Дзьоб короткий, загострений, зверху світло-блакитнувато-сірий, знизу пурпурово-червоний з темним кінчиком. Лапи тілесного кольору. Самиці мають подібне, однак більш тьмяне забарвлення. Загалом світлодзьобі амаранти є дуже подібними на червоних амарантів, однак вирізняються забарвленням дзьоба.

## Поширення і екологія
Світлодзьобі амаранти мешкають на півдні Габона і Республіки Конго, на заході Демократичної Республіки Конго (на обох берегах Конго у нижній течії), а також на крайньому північному заході Анголи. Вони живуть в трав'янистих і акацієвих саванах. Зустрічаються парами або сімейними зграйками до 6 птахів, іноді приєднуються до змішаних зграй птахів разом з рожевими амарантами. Живляться переважно насінням трав, яке шукають на землі, іноді також ягодами, плодами і дрібними комахами. 